# منطق آرایه‌ای قابل‌برنامه‌ریزی

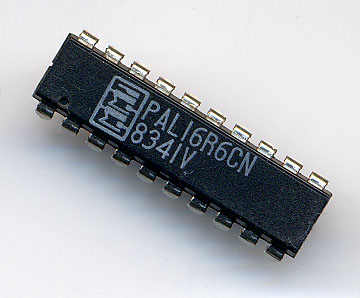
MMI 16R6 در دیپ ۲۰-پایه

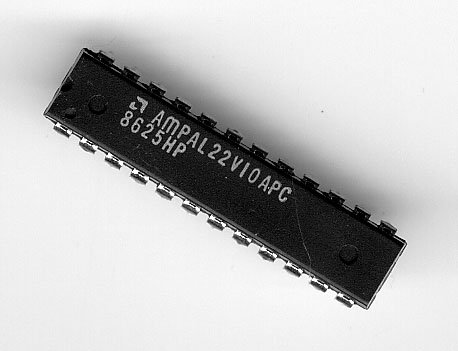
AMD 22V10 در دیپ ۲۴-پایه

منطق آرایه‌ای قابل‌برنامه‌ریزی (PAL) خانواده ای از قطعه منطقی قابل‌برنامه‌ریزی نیم‌رسانا است که برای پیاده‌سازی توابع منطقی در مدارهای دیجیتالی معرفی شده توسط شرکت منولوتیک مموری (MMI) در مارس ۱۹۷۸، استفاده می‌شود. MMI یک علامت تجاری ثبت شده با عنوان PAL برای استفاده در «مدارهای منطقی نیم‌رسانا قابل‌برنامه‌ریزی» به دست آورد. علامت تجاری در حال حاضر توسط لاتیس سمیکنداکتور نگهداری می‌شود.
افزاره‌های PAL شامل یک هسته کوچک PROM (حافظه فقط-خواندنی با قابل‌برنامه‌ریزی) و منطق خروجی اضافی بود که برای پیاده‌سازی توابع منطقی مورد نظر خاص با چند جزء مورد استفاده قرار می‌گرفت.